# 角斜背瘤節蜱
角斜背瘤節蜱（学名：Vasates digression）为節蜱科斜背瘤節蜱屬下的一个种。